# 1484 Postrema
1484 Postrema eller 1938 HC är en asteroid i huvudbältet, som upptäcktes 29 april 1938 av den ryske astronomen Grigorij N. Neujmin vid Simeiz-observatoriet på Krim. Den är uppkallad efter det latinska ordet Postremus, vilket betyder Sista.
Asteroiden har en diameter på ungefär 40 kilometer och den tillhör och har givit namn åt asteroidgruppen Postrema.